# Џуркало
Џуркало је стара, сада већ заборављена, кухињска алатка чији је данашњи наследник ручни миксер. Прави се од дренове гране, дужине око 30 центиментара, која на крају треба да има барем пет, шест гранчица. Гранчице се одсеку на дужину од 5 центиметара. Кора се скине као и покорица, потом се дрво суши а пре кувања џуркало треба науљити. Користи се тако да се горњи део стави између дланова, доњи у чорбу са поврћем које треба изситнити и трљањем дланова џуркало се окреће и гранчице ситне храну. Ефекат је бољи од употребе миксера јер се храна нпр. поврће не ситни великом брзином и боље се може контролисати ситњење.